# Aethiopia
Aethiopia is een kevergeslacht uit de familie van de boktorren (Cerambycidae). De wetenschappelijke naam van het geslacht werd voor het eerst geldig gepubliceerd in 1911 door Aurivillius.

## Soorten
Aethiopia omvat de volgende soorten:
- Aethiopia elongata Aurivillius, 1911
- Aethiopia lesnei Breuning, 1948
- Aethiopia lineolata Breuning, 1939
- Aethiopia paratanganjicae Breuning, 1971
- Aethiopia rotundipennis Breuning, 1940
- Aethiopia rufescens Aurivillius, 1913
- Aethiopia tanganjicae Breuning, 1964